# Liste der SS-Führer im Generalsrang
Auflistung der SS-Führer im Generalsrang entsprechend den Dienstalterslisten der SS. In den Listen sind auch (unvollständig) SS-Ehren- und Rangführer zur besonderen Verwendung enthalten.

## SS-Oberst-Gruppenführer
| Name                  | Verantwortungsbereich                    | Lebensdaten | Bemerkung                                             |
| --------------------- | ---------------------------------------- | ----------- | ----------------------------------------------------- |
| Kurt Daluege          | Chef der Ordnungspolizei                 | 1897–1946   | auch Generaloberst der Polizei; in Prag hingerichtet  |
| Josef „Sepp“ Dietrich | Oberbefehlshaber 6. Panzerarmee          | 1892–1966   | auch Generaloberst der Waffen-SS, bis 1955 in Haft    |
| Paul Hausser          | Oberbefehlshaber Heeresgruppe Oberrhein  | 1880–1972   | auch Generaloberst der Waffen-SS, bis 1949 interniert |
| Franz Xaver Schwarz   | Ehrenrang, Reichsschatzmeister der NSDAP | 1875–1947   | bis 1947 interniert (†)                               |

## SS-Obergruppenführer
| Name                                                   | Verantwortungsbereich                                                                                                   | Lebensdaten | Bemerkung                                                                                               |
| ------------------------------------------------------ | --- | ----------- | --- |
| Friedrich Alpers (auch: Fritz Alpers)                  | Ehrenrang, Generalforstmeister und Staatssekretär im Reichsforstamt                                                     | 1901–1944   | Suizid                                                                                                  |
| Max Amann                                              | SS-Ehren- und Rangführer                                                                                                | 1891–1957   | bis 1953 in Haft                                                                                        |
| Erich von dem Bach-Zelewski (auch: Erich von dem Bach) | Chef der Bandenkampfverbände                                                                                            | 1899–1972   | auch General der Waffen-SS und der Polizei; 1958–1972 in Haft                                           |
| Herbert Backe                                          | Ehrenrang, Reichsminister für Ernährung; Rasse- und Siedlungshauptamt                                                   | 1896–1947   | Suizid                                                                                                  |
| Gottlob Berger                                         | Chef SS-Hauptamt | 1896–1975   | auch General der Waffen-SS; bis 1951 in Haft                                                            |
| Theodor Berkelmann                                     | Höhere SS- und Polizeiführer Wartheland                                                                                 | 1894–1943   | auch General der Polizei                                                                                |
| Werner Best                                            | Stellvertreter von Reinhard Heydrich im Reichssicherheitshauptamt und Reichsbevollmächtigter in Dänemark                | 1903–1989   | bis 1951 in Haft                                                                                        |
| Wilhelm Bittrich                                       | Kommandierender General II. SS-Panzerkorps                                                                              | 1894–1979   | auch General der Waffen-SS; bis 1953 in Haft                                                            |
| Ernst Wilhelm Bohle                                    | Ehrenrang, Leiter der NSDAP-Auslandsorganisation – NSDAP/AO                                                             | 1903–1960   | bis 1949 in Haft                                                                                        |
| Martin Bormann                                         | Ehrenrang, Leiter der Parteikanzlei der NSDAP                                                                           | 1900–1945   | Suizid                                                                                                  |
| Philipp Bouhler                                        | Ehrenrang, Chef Kanzlei des Führers                                                                                     | 1899–1945   | Suizid                                                                                                  |
| Franz Breithaupt                                       | Chef Hauptamt SS-Gericht                                                                                                | 1880–1945   | auch General der Waffen-SS; ermordet                                                                    |
| Walter Buch                                            | Ehrenrang, Oberster Parteirichter der NSDAP                                                                             | 1883–1949   | Suizid                                                                                                  |
| Josef Bürckel                                          | Persönlicher Stab Reichsführer SS                                                                                       | 1895–1944   | starb an einer Darminfektion                                                                            |
| Leonardo Conti                                         | Persönlicher Stab Reichsführer SS, deutsch-schweizerischer Arzt, Reichsgesundheitsführer                                | 1900–1945   | Suizid                                                                                                  |
| Walther Darré                                          | Ehrenrang, Chef des SS-Rasseamtes, Reichsminister und Reichsbauernführer                                                | 1895–1953   | bis 1950 in Haft                                                                                        |
| Karl Maria Demelhuber                                  | Befehlshaber Führungsstab Ostküste                                                                                      | 1896–1988   | auch General der Waffen-SS, bis 1948 interniert                                                         |
| Otto Dietrich                                          | Ehrenrang, Reichspressechef der NSDAP                                                                                   | 1897–1952   | bis 1950 in Haft                                                                                        |
| Friedrich Karl von Eberstein                           | Höhere SS- und Polizeiführer Süd                                                                                        | 1894–1979   | auch General der Waffen-SS und der Polizei; bis 1948 interniert                                         |
| Joachim Albrecht Eggeling                              | SS-Ehrenrang, Gauleiter von Halle-Merseburg                                                                             | 1884–1945   | Suizid                                                                                                  |
| Theodor Eicke                                          | Kommandeur SS-Division Totenkopf                                                                                        | 1892–1943   | auch General der Waffen-SS, gefallen                                                                    |
| August Eigruber                                        | Ehrenrang, NSDAP-Gauleiter Oberdonau                                                                                    | 1907–1947   | in Landsberg hingerichtet                                                                               |
| Ferenc Feketehalmy-Czeydner                            | Kommandierender General in Ungarn, stellvertretender ungarischer Kriegsminister                                         | 1890–1946   | in Jugoslawien hingerichtet                                                                             |
| Karl Fiehler                                           | Ehrenrang, Oberbürgermeister von München                                                                                | 1895–1969   | bis 1949 interniert                                                                                     |
| Albert Forster                                         | Ehrenrang, NSDAP-Gauleiter von Danzig                                                                                   | 1902–1952   | in Warschau hingerichtet                                                                                |
| August Frank                                           | Stab OKH | 1898–1984   | auch General der Waffen-SS und der Polizei; bis 1954 in Haft                                            |
| Karl Hermann Frank                                     | Höhere SS- und Polizeiführer Böhmen-Mähren                                                                              | 1898–1946   | auch General der Polizei; in Prag hingerichtet                                                          |
| Herbert Otto Gille                                     | Kommandierender General IV. SS-Panzerkorps                                                                              | 1897–1966   | auch General der Waffen-SS, bis 1948 interniert                                                         |
| Curt von Gottberg                                      | Kommandierender General XII. SS-Armeekorps                                                                              | 1896–1945   | auch General der Waffen-SS; Suizid                                                                      |
| Ernst-Robert Grawitz                                   | Reichsarzt SS- und Polizei                                                                                              | 1899–1945   | auch General der Waffen-SS; Suizid                                                                      |
| Ulrich Greifelt                                        | Chef des Stabshauptamtes des Reichskommissar für die Festigung deutschen Volkstums                                      | 1896–1949   | auch General der Polizei; bis 1949 in Haft (†)                                                          |
| Arthur Greiser                                         | Ehrenrang, Reichsstatthalter und NSDAP-Gauleiter Wartheland                                                             | 1897–1946   | in Posen hingerichtet                                                                                   |
| Karl Gutenberger                                       | Höhere SS- und Polizeiführer West                                                                                       | 1905–1961   | auch General der Waffen-SS; bis 1953 in Haft                                                            |
| Karl Hanke                                             | Ehrenrang, Persönlicher Stab Reichsführer SS, Oberpräsident und Gauleiter, letzter Reichsführer SS                      | 1903–1945   | erschlagen                                                                                              |
| August Heißmeyer                                       | Höhere SS- und Polizeiführer Spree, Chef der SS-Ausbildungs-Abteilung                                                   | 1897–1979   | auch General der Waffen-SS; 1948 bis 1951 in Haft                                                       |
| Wolf-Heinrich von Helldorff                            | Ehrenrang, Polizeipräsident von Potsdam, später von Berlin                                                              | 1896–1944   | Kontakte zu Widerstandskreisen; in Berlin-Plötzensee hingerichtet                                       |
| Konrad Henlein                                         | Ehrenrang, Gauleiter des Sudetenlands                                                                                   | 1898–1945   | Suizid                                                                                                  |
| Maximilian von Herff                                   | Chef SS-Personalhauptamt                                                                                                | 1893–1945   | auch General der Waffen-SS                                                                              |
| Rudolf Heß                                             | Ehrenrang, 1933–1941 Stellvertreter des Führers                                                                         | 1894–1987   | bis 1987 in Haft, Suizid                                                                                |
| Reinhard Heydrich                                      | Chef Reichssicherheitshauptamt                                                                                          | 1904–1942   | auch General der Polizei; Vorsitz bei Wannseekonferenz; bei Attentat in Prag getötet                    |
| Friedrich Hildebrandt                                  | Ehrenrang, Persönlicher Stab Reichsführer SS, Gauleiter                                                                 | 1898–1948   | in Landsberg hingerichtet                                                                               |
| Richard Hildebrandt                                    | Mitglied des Reichstags; Chef Rasse- und Siedlungshauptamt                                                              | 1897–1952   | auch General der Waffen-SS; in Polen hingerichtet                                                       |
| Hermann Höfle                                          | Höhere SS- und Polizeiführer Slowakei                                                                                   | 1898–1947   | auch General Waffen-SS und der Polizei; in Bratislava hingerichtet                                      |
| Otto Hofmann                                           | Höhere SS- und Polizeiführer Südwest; Chef des SS-Rasse- und Siedlungshauptamts                                         | 1896–1982   | auch General der Polizei; Teilnehmer der Wannseekonferenz; bis 1954 in Haft                             |
| Friedrich Jeckeln                                      | Höhere SS- und Polizeiführer Oberschlesien                                                                              | 1895–1946   | auch General der Polizei; in Riga hingerichtet                                                          |
| Hugo Jury                                              | Persönlicher Stab Reichsführer SS                                                                                       | 1887–1945   | Suizid                                                                                                  |
| Hans Jüttner                                           | Chef SS-Führungshauptamt                                                                                                | 1894–1965   | auch General der Waffen-SS; bis um 1950 in Haft                                                         |
| Ernst Kaltenbrunner                                    | Chef Reichssicherheitshauptamt                                                                                          | 1903–1946   | auch General der Waffen-SS; hingerichtet                                                                |
| Hans Kammler                                           | Chef der Amtsgruppe C (Bauwesen) des SS-Wirtschafts-Verwaltungshauptamtes                                               | 1901–1945   | auch General der Waffen-SS; evtl. Suizid Mai 1945 oder US-Gefangener                                    |
| Jürgen von Kamptz                                      | Befehlshaber d.O.P. Italien                                                                                             | 1891–1954   | auch General der Polizei, bis um 1948 interniert                                                        |
| Karl Kaufmann                                          | Ehrenrang, Persönlicher Stab Reichsführer SS, Gauleiter in Hamburg                                                      | 1900–1969   | bis 1949 und nochmals 1950 in Haft                                                                      |
| Georg Keppler                                          | i. V. Kommandierender General III. SS-Panzerkorps                                                                       | 1894–1966   | auch General der Waffen-SS; bis 1948 interniert                                                         |
| Wilhelm Keppler                                        | Ehrenrang, Unternehmer                                                                                                  | 1882–1960   | auch General der Waffen-SS; bis 1951 in Haft                                                            |
| Dietrich Klagges                                       | Ehrenrang, Persönlicher Stab Reichsführer SS Ministerpräsident des Freistaates Braunschweig                             | 1891–1971   | bis 1957 in Haft                                                                                        |
| Matthias Kleinheisterkamp                              | Kommandierender General XI. SS-Armeekorps                                                                               | 1893–1945   | auch General der Waffen-SS; Suizid                                                                      |
| Kurt Knoblauch                                         | SS-Führungshauptamt, Chef Amtsgruppe B                                                                                  | 1885–1952   | auch General der Waffen-SS; 1949/51 in Haft                                                             |
| Wilhelm Koppe                                          | Höhere SS- und Polizeiführer Ost                                                                                        | 1896–1975   | auch General der Waffen-SS; 1960/62 in Haft                                                             |
| Paul Körner                                            | Ehrenrang, Persönlicher Stab Reichsführer SS, Staatssekretär in Preußen                                                 | 1893–1957   | bis 1951 in Haft                                                                                        |
| Friedrich-Wilhelm Krüger                               | Kommandierender General V. SS-Gebirgskorps; Höhere SS- und Polizeiführer Ost                                            | 1894–1945   | auch General der Waffen-SS; Suizid                                                                      |
| Walter Krüger                                          | Kommandierender General VI. SS-Freiwilligen-Armeekorps                                                                  | 1890–1945   | auch General der Waffen-SS; Suizid                                                                      |
| Hans Heinrich Lammers                                  | Ehrenrang, Chef der Reichskanzlei                                                                                       | 1879–1962   | bis 1951 in Haft                                                                                        |
| Hartmann Lauterbacher                                  | Ehrenrang, Persönlicher Stab Reichsführer SS, stellv. Reichsjugendführer, Gauleiter des Gaus Süd-Hannover-Braunschweig  | 1909–1988   | bis 1948 interniert, geflohen, stand von um 1950 bis 1965 in Diensten der Organisation Gehlen           |
| Werner Lorenz                                          | Ehrenrang, Chef Hauptamt Volksdeutsche Mittelstelle                                                                     | 1891–1974   | auch General der Waffen-SS; bis 1955 in Haft                                                            |
| Benno Martin                                           | Höhere SS- und Polizeiführer Main                                                                                       | 1893–1975   | auch General der Waffen-SS und der Polizei; bis 1948 interniert, 1953 Untersuchungshaft, freigesprochen |
| Heinrich von Maur                                      | Ehrenrang, Stab Oa. Südwest                                                                                             | 1863–1947   | auch General der Artillerie, seit 1919 pensioniert                                                      |
| Emil Mazuw                                             | Höhere SS- und Polizeiführer Ostsee                                                                                     | 1900–1987   | auch General der Waffen-SS; bis 1951 in Haft                                                            |
| Wilhelm Murr                                           | Ehrenrang, Persönlicher Stab Reichsführer SS, Präsident des Württembergischen Kriegerbundes                             | 1888–1945   | Suizid                                                                                                  |
| Konstantin Freiherr von Neurath                        | Ehrenrang, Reichsaußenminister; Reichsprotektor von Böhmen und Mähren                                                   | 1873–1956   | bis 1954 in Haft                                                                                        |
| Carl Oberg                                             | Höhere SS- und Polizeiführer Paris                                                                                      | 1897–1965   | auch General der Waffen-SS und der Polizei; bis 1962 in Haft                                            |
| Günther Pancke                                         | Höhere SS- und Polizeiführer Dänemark                                                                                   | 1899–1973   | auch General der Polizei; bis 1953 in Haft                                                              |
| Karl Pfeffer-Wildenbruch                               | SS-Führungshauptamt, Kommandierender General in Ungarn                                                                  | 1888–1971   | auch General der Waffen-SS und der Polizei, bis 1955 in Haft                                            |
| Artur Phleps                                           | Höhere SS- und Polizeiführer Siebenbürgen, rumänisch-deutscher Offizier                                                 | 1881–1944   | auch General der Waffen-SS; gefallen                                                                    |
| Oswald Pohl                                            | Chef SS-Wirtschafts- und Verwaltungshauptamt                                                                            | 1892–1951   | auch General der Waffen-SS; in Landsberg hingerichtet                                                   |
| Hans-Adolf Prützmann                                   | Bevollmächtigter deutscher General in Kroatien und Generalinspekteur für Spezialabwehr                                  | 1901–1945   | auch General der Waffen-SS und der Polizei; Suizid                                                      |
| Rudolf Querner                                         | Höhere SS- und Polizeiführer Mitte                                                                                      | 1893–1945   | auch General der Waffen-SS und der Polizei; Suizid                                                      |
| Friedrich Rainer                                       | Persönlicher Stab Reichsführer SS                                                                                       | 1903–1947   | hingerichtet                                                                                            |
| Hanns Albin Rauter                                     | Höhere SS- und Polizeiführer Nordost                                                                                    | 1895–1949   | auch General der Waffen-SS und der Polizei; hingerichtet                                                |
| Wilhelm Redieß                                         | Höhere SS- und Polizeiführer Ostpreußen                                                                                 | 1900–1945   | auch General der Waffen-SS und der Polizei; Suizid                                                      |
| Wilhelm Reinhard                                       | Persönlicher Stab Reichsführer SS                                                                                       | 1869–1955   | auch General der Waffen-SS                                                                              |
| Joachim von Ribbentrop                                 | Ehrenrang, Reichsaußenminister                                                                                          | 1893–1946   | hingerichtet                                                                                            |
| Erwin Rösener                                          | Höhere SS- und Polizeiführer Alpenland                                                                                  | 1902–1946   | auch General der Waffen-SS und der Polizei; hingerichtet                                                |
| Ernst Sachs                                            | Persönlicher Stab Reichsführer SS                                                                                       | 1880–1956   | auch General der Waffen-SS                                                                              |
| Fritz Sauckel                                          | Ehrenrang, Generalbevollmächtigter für den Arbeitseinsatz                                                               | 1894–1946   | hingerichtet                                                                                            |
| Paul Scharfe                                           | zeitweiliger Chef des Rasse- und Siedlungshauptamtes                                                                    | 1876–1942   | starb an Herzinfarkt                                                                                    |
| Julius Schaub                                          | Ehrenrang, persönlicher Chefadjutant Adolf Hitlers                                                                      | 1898–1967   | bis 1949 interniert                                                                                     |
| Gustav Adolf Scheel                                    | Persönlicher Stab Reichsführer SS                                                                                       | 1907–1979   | bis 1948 interniert                                                                                     |
| Fritz Schleßmann                                       | Persönlicher Stab Reichsführer SS                                                                                       | 1900–1964   | bis 1950 in Haft                                                                                        |
| Ernst-Heinrich Schmauser                               | Höhere SS- und Polizeiführer Niederschlesien                                                                            | 1890–1945   | auch General der Waffen-SS und der Polizei; vermisst                                                    |
| Walter Schmitt                                         | Persönlicher Stab Reichsführer SS                                                                                       | 1879–1945   | auch General der Waffen-SS; in Dablice (Tschechoslowakei) hingerichtet                                  |
| Friedrich Graf von der Schulenburg                     | MdR; Militärattaché in London und Moskau                                                                                | 1865–1939   | |
| Oskar Schwerk                                          | Persönlicher Stab Reichsführer SS, Landesführer im NS-Reichskriegerbund                                                 | 1869–1950   | |
| Arthur Seyss-Inquart                                   | Ehrenrang, Reichsstatthalter Österreichs                                                                                | 1892–1946   | hingerichtet                                                                                            |
| Felix Steiner                                          | III. SS-Panzerkorps | 1896–1966   | auch General der Waffen-SS                                                                              |
| Wilhelm Stuckart                                       | Ehrenrang, Staatssekretär im Reichsministerium des Innern                                                               | 1902–1953   | Teilnehmer der Wannseekonferenz, im Wilhelmstraßen-Prozess zu drei Jahren, zehn Monaten Haft verurteilt |
| Siegfried Taubert                                      | Persönlicher Stab Reichsführer SS                                                                                       | 1880–1946   | auch General der Waffen-SS und der Polizei; starb nach längerer Krankheit                               |
| Fritz Wächtler                                         | Ehrenrang, NSDAP-Gauleiter der Bayerischen Ostmark                                                                      | 1891–1945   | von SS-Männern ermordet                                                                                 |
| Karl Wahl                                              | Ehrenrang, NSDAP-Gauleiter von Schwaben                                                                                 | 1892–1981   | bis 1949 in Haft                                                                                        |
| Josias zu Waldeck und Pyrmont                          | Höhere SS- und Polizeiführer Fulda-Werra                                                                                | 1896–1967   | auch General der Waffen-SS und der Polizei; bis 1950 in Haft                                            |
| Paul Wegener                                           | Ehrenrang, NSDAP-Gauleiter Weser-Ems                                                                                    | 1908–1993   | bis 1951 in Haft                                                                                        |
| Fritz Weitzel                                          | Höhere SS- und Polizeiführer West und später Nord                                                                       | 1904–1940   | Gefallen                                                                                                |
| Otto Winkelmann                                        | Höhere SS- und Polizeiführer Ungarn                                                                                     | 1894–1977   | auch General der Waffen-SS; bis 1948 interniert                                                         |
| Karl Wolff                                             | Zunächst Chef des persönlichen Stabes Reichsführer SS; ab Juli 1943 Höchster SS- und Polizeiführer im besetzten Italien | 1900–1984   | auch General der Waffen-SS; 1945–1949 und 1964–1969 in Haft                                             |
| Udo von Woyrsch                                        | Höhere SS- und Polizeiführer Elbe                                                                                       | 1895–1983   | auch General der Polizei; 1945–1952 und 1957–1960 in Haft                                               |
| Alfred Wünnenberg                                      | Kommandeur einer Polizei-Division, Chef der Ordnungspolizei                                                             | 1891–1963   | auch General der Waffen-SS und der Polizei; bis 1947 interniert                                         |

## SS-Gruppenführer
| Name                                                        | Verantwortungsbereich                                                                              | Lebensdaten | Bemerkung                                                                                       |
| ----------------------------------------------------------- | -------------------------------------------------------------------------------------------------- | ----------- | ----------------------------------------------------------------------------------------------- |
| Georg Ahrens                                                | Hamburger Senator                                                                                  | 1896–1974   | bis 1949 inhaftiert                                                                             |
| Ludolf-Hermann von Alvensleben (auch: Bubi von Alvensleben) | Höherer SS- und Parteiführer Elbe                                                                  | 1901–1970   | auch Generalleutnant der Waffen-SS und der Polizei: 1945 untergetaucht, Flucht nach Argentinien |
| Rūdolfs Bangerskis                                          | lettischer General und Kriegsminister, Generalinspektor Lettische SS-Verbände                      | 1878–1958   | auch Generalleutnant der Waffen-SS, bis 1946 interniert, bis 1958 im DP-Lager Ohmstede          |
| Georg-Henning von Bassewitz-Behr                            | Höherer SS- und Polizeiführer Nordsee                                                              | 1900–1949   | auch Generalleutnant der Waffen-SS und der Polizei; bis 1949 in Haft (†)                        |
| Hans Baur                                                   | Ehrenrang, Adolf Hitlers Chefpilot und Führer der Flugstaffel „Reichsregierung“                    | 1897–1993   | auch Generalleutnant der Waffen-SS und der Polizei                                              |
| Herbert Becker                                              | Generalinspekteur der Schutzpolizei im Hauptamt Ordnungspolizei                                    | 1887–1974   | auch Generalleutnant der Polizei                                                                |
| Albert von Beckh                                            | | 1870–1958   |                                                                                                 |
| Max von Behr                                                | SS-Stadtkommandant von Berlin                                                                      | 1879–1951   | auch Generalleutnant der Waffen-SS                                                              |
| Hermann Behrends                                            | Höherer SS- und Polizeiführer Serbien, Montenegro und Sandschak                                    | 1907–1948   | auch Generalleutnant der Polizei; hingerichtet                                                  |
| Robert Bergmann                                             | Mitglied des Reichstags, Chefadjutant von Ernst Röhm                                               | 1886–1966   |                                                                                                 |
| Carl Blumenreuter                                           | Dienststelle Reichsarzt SS und Polizei, Sanitäts-Feldzeugmeister                                   | 1881–1969   | auch Generalleutnant der Waffen-SS; bis 1946 interniert                                         |
| Andreas Bolek                                               | MdR; Polizeipräsident (Magdeburg)                                                                  | 1894–1945   | Suizid                                                                                          |
| Adolf von Bomhard                                           | Befehlshaber der Ordnungspolizei im Reichskommissariat Ukraine; Inspekteur der Polizeischulen      | 1891–1976   | auch Generalleutnant der Polizei                                                                |
| Werner Bracht                                               | Stab des Reichsführers SS, Ministerialbeamter im Reichsfinanzministerium                           | 1888–1980   | auch Generalleutnant der Polizei                                                                |
| Walter Braemer                                              | | 1883–1955   | bis 1947 inhaftiert                                                                             |
| Karl Brandt                                                 | SS-Führungshauptamt, Arzt der Euthanasie                                                           | 1904–1948   | auch Generalleutnant der Waffen-SS; in Landsberg hingerichtet                                   |
| Karl Jakob Heinrich Brenner                                 | Kommandeur „Polizei-Kampfgruppe Brenner“                                                           | 1895–1954   | auch Generalleutnant der Polizei                                                                |
| Lothar Debes                                                | Befehlshaber der Waffen-SS Italien                                                                 | 1890–1960   | auch Generalleutnant der Waffen-SS                                                              |
| George Ebrecht                                              | Höherer SS- und Polizeiführer Nordost                                                              | 1895–1977   | auch Generalleutnant der Polizei                                                                |
| Hermann Fegelein                                            | SS-Führungshauptamt, Chef Amt VI                                                                   | 1906–1945   | auch Generalleutnant der Waffen-SS; hingerichtet                                                |
| Albert Fett                                                 | Generalleutnant der Wehrmacht                                                                      | 1872–1963   | bis 1951 interniert                                                                             |
| Josef Fitzthum                                              | Höherer SS- und Polizeiführer Albanien                                                             | 1896–1945   | auch Generalleutnant der Waffen-SS und der Polizei; Tod durch Autounfall                        |
| Alfred Freyberg                                             | Mitglied des Reichstags, Oberbürgermeister von Leipzig                                             | 1892–1945   | Suizid                                                                                          |
| Helmuth Friedrichs                                          | Mitglied des Reichstags, Oberbefehlsleiter in der Parteikanzlei der NSDAP                          | 1899–1945   | im August 1951 vom Amtsgericht München mit dem Datum 31. Dezember 1945 für tot erklärt          |
| Lothar Fritsch                                              | | 1871–1951   |                                                                                                 |
| Karl Gebhardt                                               | Dienststelle Reichsarzt SS und Polizei, Oberster Kliniker                                          | 1897–1948   | auch Generalleutnant der Waffen-SS; hingerichtet                                                |
| Karl Genzken                                                | SS-Führungshauptamt, Chef Amtsgruppe D, Arzt                                                       | 1885–1957   | auch Generalleutnant der Waffen-SS; 1945–1954 in Haft                                           |
| Karl Gerland                                                | | 1905–1945   | gefallen                                                                                        |
| Odilo Globocnik                                             | Höherer SS- und Polizeiführer in der Operationszone Adriatisches Küstenland                        | 1904–1945   | auch Generalleutnant der Polizei; Suizid                                                        |
| Richard Glücks                                              | SS-Wirtschafts- und Verwaltungshauptamt, Chef Amtsgruppe D                                         | 1889–1945   | auch Generalleutnant der Waffen-SS; Suizid                                                      |
| Kurt Göhrum                                                 | Polizeipräsident in Berlin                                                                         | 1891–1953   | auch Generalleutnant der Polizei; bis 1953 in Haft (†)                                          |
| Friedrich von der Goltz                                     | Militär, Heeresinstrukteur in Argentinien, älterer Sohn von Colmar von der Goltz                   | 1873–1945   | auch Generalmajor der Polizei                                                                   |
| József Grassy                                               | Kommandeur 25. SS-Waffen-Grenadierdivision                                                         | 1894–1946   | auch Generalleutnant der Waffen-SS; in Žabalj hingerichtet                                      |
| Wilhelm Grimm                                               | Mitglied des Reichstags                                                                            | 1889–1944   | Unfalltod                                                                                       |
| Hans Haltermann                                             | Senator in Bremen; SS- und Polizeiführer von Kiew                                                  | 1898–1981   | auch Generalleutnant der Polizei; bis 1949 interniert                                           |
| Wilhelm Harster                                             | Befehlshaber der Sicherheitspolizei und des SD in den Niederlanden und Italien                     | 1904–1991   | auch Generalleutnant der Polizei                                                                |
| Franz Hayler                                                | stellvertretender Wirtschaftsminister im Reichsministerium für Wirtschaft                          | 1900–1972   |                                                                                                 |
| Otto Hellwig                                                | SS- und Polizeiführer in Bialystok                                                                 | 1898–1962   | auch Generalleutnant der Polizei                                                                |
| Paul Hennicke                                               | MdR; Polizeipräsident von Weimar; SS- und Polizeiführer in Rostow am Don                           | 1883–1967   | auch Generalleutnant der Polizei; bis 1949 interniert                                           |
| Erich Hilgenfeldt                                           | | 1897–1945   |                                                                                                 |
| Hans Hinkel                                                 | | 1901–1960   |                                                                                                 |
| Konrad Hitschler                                            | Befehlshaber der Ordnungspolizei beim Höheren SS- und Polizeiführer in Ungarn                      | 1896–1945   | auch Generalleutnant der Polizei                                                                |
| Ernst Hitzegrad                                             | Befehlshaber der Ordnungspolizei im Protektorat Böhmen und Mähren                                  | 1889–1976   | auch Generalleutnant der Polizei; bis 1961 in Haft                                              |
| Albert Hoffmann                                             | ab 1943 Gauleiter Westfalen-Süd                                                                    | 1907–1972   | bis 1950 inhaftiert                                                                             |
| Wilhelm von Holzschuher                                     | Regierungspräsident von Niederbayern und der Oberpfalz                                             | 1893–1965   |                                                                                                 |
| Emil Höring                                                 | Generalinspekteur der Schulen im Hauptamt Ordnungspolizei                                          | 1890–1976   | auch Generalleutnant der Polizei                                                                |
| Georg Jedicke                                               | Befehlshaber der Ordnungspolizei in Riga                                                           | 1887–1969   | auch Generalleutnant der Polizei; bis 1947 in Kriegsgefangenschaft                              |
| Leo von Jena                                                | Persönlicher Stab Reichsführer SS (mit Uniform SS-Gruppenführer und Generalleutnant der Waffen-SS) | 1876–1957   | auch Generalleutnant der Waffen-SS; 1945/4? Kriegsgefangenschaft                                |
| Hanns Johst                                                 | Präsident der Reichsschrifttumskammer                                                              | 1890–1978   | bis 1948 interniert                                                                             |
| Rudolf Jung                                                 | | 1882–1945   |                                                                                                 |
| Richard Jungclaus                                           | Höherer SS- und Polizeiführer Belgien-Nordfrankreich                                               | 1905–1945   | auch Generalleutnant der Polizei; gefallen                                                      |
| Heinrich Jürs                                               | Kommandeur 29. Waffen-Grenadier-Division der SS „RONA“ (russische Nr. 1)                           | 1897–1945   | auch Generalleutnant der Waffen-SS und Polizei; gefallen                                        |
| Konstantin Kammerhofer                                      | Beauftragter des Reichsführers SS im Unabhängigen Staat Kroatien (NDH)                             | 1899–1958   | auch Generalleutnant der Polizei; Todesursache ungeklärt                                        |
| Fritz Katzmann                                              | Höherer SS- und Polizeiführer Weichsel                                                             | 1906–1957   | auch Generalleutnant der Waffen-SS und der Polizei; untergetaucht                               |
| Kurt Kaul                                                   | Höherer SS- und Polizeiführer Südwest                                                              | 1890–1944   | auch Generalleutnant der Polizei; gefallen                                                      |
| Otto Klinger                                                | Kommandeur der Schutzpolizei in Berlin                                                             | 1886–1966   | auch Generalleutnant der Polizei                                                                |
| Gerhard Klopfer                                             | Ministerialdirektor in der Parteikanzlei NSDAP, Staatssekretär in der Reichskanzlei                | 1905–1987   | Teilnehmer der Wannseekonferenz; nach 1945 Bewährungs- und Geldstrafe                           |
| Friedrich Koch                                              | | 1879–1961   |                                                                                                 |
| Gerret Korsemann                                            | SSPF „Rostow-Awdejewka“                                                                            | 1895–1958   | auch Generalleutnant der Polizei; bis 1949 inhaftiert                                           |
| Wilhelm Kube                                                | | 1887–1943   |                                                                                                 |
| Heinz Lammerding                                            | Chef des Stabes Oberkommando Heeresgruppe Weichsel                                                 | 1905–1971   | auch Generalleutnant der Waffen-SS; zeitweise untergetaucht                                     |
| Heinrich Lankenau                                           | Befehlshaber der Ordnungspolizei im Wehrkreis VI                                                   | 1891–1983   | auch Generalleutnant der Polizei; bis 1948 interniert                                           |
| Reiner Liessem                                              | Befehlshaber der Ordnungspolizei Wehrkreis X in Hamburg                                            | 1890–1973   | auch Generalleutnant der Polizei                                                                |
| Wilhelm Friedrich Loeper                                    | SS-Ehrenrang, Gauleiter von Magdeburg-Anhalt                                                       | 1883–1935   | starb nach Krankheit                                                                            |
| Georg Lörner                                                | SS-Wirtschafts- und Verwaltungshauptamt, Chef Amtsgruppe B                                         | 1899–1959   | auch Generalleutnant der Waffen-SS; 1945–1954 in Haft                                           |
| Hans Georg von Mackensen                                    | Ehrenhalber beim Stab RfSS                                                                         | 1883–1947   | 1939–1943 Botschafter beim Königreich Italien                                                   |
| Ewald von Massow                                            | nach 1933 Amtsleiter in der Reichsleitung der NSDAP                                                | 1869–1942   | in der Gauleitung Westmark eingesetzt                                                           |
| Wilhelm Meinberg                                            | | 1898–1973   |                                                                                                 |
| Johannes Meyer                                              | | 1890–1980   |                                                                                                 |
| August Meyszner                                             | MdR; Höherer SS- und Polizeiführer im besetzten Serbien                                            | 1886–1947   | auch Generalleutnant der Polizei; 1947 hingerichtet                                             |
| Paul Moder                                                  | MdR; SS- und Polizeiführer in Warschau                                                             | 1896–1942   | gefallen                                                                                        |
| Hilmar Moser                                                | | 1880–1968   |                                                                                                 |
| Heinrich Müller                                             | | 1896–1945   |                                                                                                 |
| Heinrich Müller                                             | Chef der Gestapo                                                                                   | 1900–1945   | auch Generalleutnant der Polizei; Teilnehmer der Wannseekonferenz                               |
| Arthur Mülverstedt                                          | Kommandeur der SS-Polizeidivision                                                                  | 1894–1941   | auch Generalleutnant der Polizei; gefallen                                                      |
| Arthur Nebe                                                 | Chef des Reichskriminalpolizeiamts                                                                 | 1894–1945   | auch Generalleutnant der Polizei; in Berlin-Plötzensee hingerichtet                             |
| Otto von Oelhafen                                           | Inspekteur der Ordnungspolizei bei dem HSSPF Süd                                                   | 1886–1952   | auch Generalleutnant der Polizei                                                                |
| Otto Ohlendorf                                              | Befehlshaber Einsatzgruppe D                                                                       | 1907–1951   | auch Generalleutnant der Polizei; in Landsberg hingerichtet                                     |
| Werner Ostendorff                                           | Chef des Stabes Oberkommando Heeresgruppe Oberrhein                                                | 1903–1945   | auch Generalleutnant der Waffen-SS; starb infolge einer Infektion                               |
| Helmuth von Pannwitz                                        | Kommandierender General XV. Kosaken-Kavallerie-Korps                                               | 1898–1947   | auch Generalleutnant der Waffen-SS; hingerichtet                                                |
| Leo Petri                                                   | SS-Führungshauptamt, Chef Amt III                                                                  | 1876–1961   | auch Generalleutnant der Waffen-SS                                                              |
| Hermann Priess                                              | Kommandierender General I. SS-Panzerkorps „Leibstandarte“                                          | 1901–1985   | auch Generalleutnant der Waffen-SS; bis 1954 in Haft                                            |
| Carl Friedrich von Pückler-Burghauss                        | Befehlshaber der Waffen-SS Böhmen-Mähren                                                           | 1886–1945   | auch Generalleutnant der Waffen-SS; Suizid                                                      |
| Ernst von Radowitz                                          | | 1869–1944   |                                                                                                 |
| Johann Rattenhuber                                          | Leiter Reichssicherheitsdienst (RSD)                                                               | 1897–1957   | auch Generalleutnant der Polizei                                                                |
| Eggert Reeder                                               | Chef der Militärverwaltung in Belgien und Nordfrankreich                                           | 1894–1959   | bis 1950 in Haft                                                                                |
| Heinz Reinefarth                                            | Höherer SS- und Polizeiführer Warthe                                                               | 1903–1979   | auch Generalleutnant der Waffen-SS und der Polizei; nach 1945 Freispruch                        |
| Rolf Reiner                                                 | | 1899–1944   |                                                                                                 |
| Hermann Reischle                                            | | 1898–1983   |                                                                                                 |
| Karl Retzlaff                                               | Befehlshaber der Ordnungspolizei in Hamburg                                                        | 1890–1967   | auch Generalleutnant der Polizei; bis 1947 inhaftiert                                           |
| Hans-Joachim Riecke                                         | | 1899–1986   |                                                                                                 |
| Paul Riege                                                  | Befehlshaber der Ordnungspolizei in Norwegen, Polen und Tschechoslowakei                           | 1888–1980   | auch Generalleutnant der Polizei; bis 1947 inhaftiert                                           |
| Alfred Rodenbücher                                          | Höherer SS- und Polizeiführer Alpenland                                                            | 1900–1979   | bis 1948 in Haft                                                                                |
| Karl-Gustav Sauberzweig                                     | SS-Führungshauptamt                                                                                | 1899–1946   | auch Generalleutnant der Waffen-SS; Suizid                                                      |
| Paul Scheer                                                 | Befehlshaber der Ordnungspolizei Frankreich                                                        | 1889–1946   | auch Generalleutnant der Polizei; hingerichtet                                                  |
| Walter Schimana                                             | Höherer SS- und Polizeiführer in Griechenland und Wien                                             | 1898–1948   | auch Generalleutnant der Waffen-SS; Suizid                                                      |
| Willy Schmelcher                                            | SS- und Polizeiführer in Tschernigow und Shitomir                                                  | 1894–1974   | Generalleutnant der Polizei; bis 1949 interniert                                                |
| Max Schneller                                               | Höherer SS- und Polizeiführer für die Gebiete Berlin, Mark Brandenburg und Wehrkreis III           | 1886–1948   |                                                                                                 |
| Fritz von Scholz                                            | Kommandeur 11. SS-Freiwilligen-Panzergrenadier-Division „Nordland“                                 | 1896–1944   | auch Generalleutnant der Waffen-SS; gefallen                                                    |
| Georg Schreyer                                              | Generalinspekteur der Schutzpolizei                                                                | 1884–1961   | auch General der Polizei                                                                        |
| Ludwig von Schröder                                         | Präsident des Reichsluftschutzbundes; Militärbefehlshaber Serbien                                  | 1884–1941   | auch General der Flakartillerie; gefallen                                                       |
| Walter Schultze                                             | Chirurg; Medizinalbeamter; Reichsdozentenführer                                                    | 1894–1979   |                                                                                                 |
| Otto Schumann                                               | Befehlshaber der Ordnungspolizei Niederlande                                                       | 1886–1952   | auch Generalleutnant der Polizei; bis 1946 interniert                                           |
| Otto Schwab                                                 | Kommandeur Artillerie-Schule                                                                       | 1889–1959   | auch Generalleutnant der Waffen-SS; bis 1948/49 Kriegsgefangenschaft                            |
| Siegfried Seidel-Dittmarsch                                 | | 1887–1934   |                                                                                                 |
| Max Simon                                                   | Kommandierender General XIII. SS-Armeekorps                                                        | 1899–1961   | auch Generalleutnant der Waffen-SS; bis 1954 in Haft                                            |
| Jakob Sporrenberg                                           | Höherer SS- und Polizeiführer „Rhein“                                                              | 1902–1952   | auch Generalleutnant der Polizei; 1952 hingerichtet                                             |
| Walter Staudinger                                           | Höherer Artilleriekommandeur 6. Panzerarmee                                                        | 1898–1964   | auch Generalleutnant der Waffen-SS                                                              |
| Bruno Streckenbach                                          | Kommandeur 19. Waffen-Grenadier-Division der SS                                                    | 1902–1977   | auch Generalleutnant der Waffen-SS; bis 1955 in Haft                                            |
| Jürgen Stroop                                               | Höherer SS- und Polizeiführer Rhein-Westmark                                                       | 1895–1952   | auch Generalleutnant der Waffen-SS und der Polizei; hingerichtet in Warschau                    |
| Max Thomas                                                  | Höherer SS- und Polizeiführer „Schwarzes Meer“                                                     | 1891–1945   | auch Generalleutnant der Polizei; Suizid                                                        |
| Karl von Treuenfeld (auch: Karl von Fischer-Treuenfeld)     | SS-Führungshauptamt, Inspektion In6                                                                | 1885–1946   | auch Generalleutnant der Waffen-SS: Suizid                                                      |
| Harald Turner                                               | stellvertretender Amtschef SS-Rasse- und Siedlungshauptamt                                         | 1891–1947   | in Belgrad hingerichtet                                                                         |
| Otto Wächter                                                | Militärverwaltungschef im deutsch besetzten Norditalien                                            | 1901–1949   | auch Generalleutnant der Polizei, Flucht nach Italien                                           |
| Waldemar Wappenhans                                         | SS- und Polizeiführer in Wolhynien-Brest-Litovsk, Nikolajew und Dnjepropetrowsk-Krivoi-Rog         | 1893–1967   | auch Generalleutnant der Polizei                                                                |
| Friedrich Weber                                             | Ministerialdirektor im Reichsinnenministerium, Veterinärmediziner                                  | 1892–1955   | 1945 bis 1949 in Haft                                                                           |
| Hans Weinreich                                              | Chef der Technischen Nothilfe (TN)                                                                 | 1896–1963   | auch Generalleutnant der Polizei                                                                |
| Richard Wendler                                             | Oberbürgermeister der Stadt Hof (Saale)                                                            | 1898–1972   | auch Generalleutnant der Polizei; 1945/52 in Haft                                               |
| Werner Willikens                                            | | 1893–1961   |                                                                                                 |
| Curt Wittje (selten auch: Kurt Wittje)                      | Chef SS-Hauptamt                                                                                   | 1894–1947   | bis 1947 in Haft                                                                                |
| Karl Zech                                                   | Mitglied des Reichstags; SS- und Polizeiführer Krakau                                              | 1892–1944   | Suizid                                                                                          |

## SS-Brigadeführer
| Name                                               | Verantwortungsbereich | Lebensdaten    | Bemerkung |
| -------------------------------------------------- | --- | -------------- | --- |
| Otto Abetz                                         | Botschafter Deutschlands im besetzten Frankreich                                                                                                  | 1903–1958      | bis 1954 in Haft                                                                                             |
| Walter Abraham                                     | Befehlshaber der Ordnungspolizei im Wehrkreis 10 (Hamburg) und Stabschef des Höheren SS- und Polizeiführers Georg-Henning Graf von Bassewitz-Behr | 1896–1963      | auch Generalmajor der Polizei                                                                                |
| Wilhelm Albert                                     | Regierungspräsident im Regierungsbezirk Hohensalza des Warthegaus                                                                                 | 1898–1960      | auch Generalmajor der Polizei; bis 1947 interniert                                                           |
| Georg Altner                                       | Polizeipräsident von Dortmund und zugleich der Leiter der dortigen Kriminalpolizei.                                                               | 1901–1945      | auch Generalmajor der Polizei; Suizid                                                                        |
| Alfred Arnold                                      | Leiter des Landesernährungsamtes in Württemberg                                                                                                   | 1888–1960      | bis 1948 in Haft                                                                                             |
| Georg Asmus                                        | Polizeipräsident in Bochum | 1888–1975      | auch Generalmajor der Polizei                                                                                |
| Franz Augsberger                                   | 20. SS-Waffen-Grenadier-Division | 1905–1945      | auch Generalmajor der Waffen-SS; gefallen                                                                    |
| Herbert Bach                                       | Ehrenrang; Vizepräsident des Reichsverwaltungsgerichts                                                                                            | 1891–1945      | Suizid |
| Kurt Bader                                         | Inspekteur der Ordnungspolizei in Wien | 1899–1959      | auch Generalmajor der Polizei                                                                                |
| Werner Ballauff                                    | Kommandeur SS-Waffen-Junker-Schule Braunschweig                                                                                                   | 1890–1973      | auch Generalmajor der Waffen-SS; bis 1948 interniert                                                         |
| Alfred Bauer                                       | | 1896–          | |
| Josef Bauer                                        | | 1881–1958      | |
| Hans Bauszus                                       | | 1871–1955      | |
| Hellmuth Becker                                    | Kommandeur 3. SS-Panzer-Division „Totenkopf“ | 1902–1953      | auch Generalmajor der Waffen-SS; 1953 in Rostow hingerichtet                                                 |
| Otto Bene                                          | Vertreter des Auswärtigen Amtes beim Reichskommissar für die besetzten Niederländischen Gebiete                                                   | 1884–1973      | bis 1948 inhaftiert                                                                                          |
| Alfred-Ingemar Berndt                              | Leiter der Abteilung Rundfunk des Propagandaministeriums                                                                                          | 1905–1945      | vermisst |
| Wilhelm Berndt                                     | Leitender Arzt im SS-Sanitätswesen | 1889–1945      | auch Generalmajor der Waffen-SS                                                                              |
| Walter Bertsch                                     | Minister für Wirtschaft und Arbeit im Protektorat Böhmen und Mähren                                                                               | 1900–1952      | bis 1952 interniert (†)                                                                                      |
| Lothar Beutel                                      | u. a. 1944 in Ungarn bei der Waffen-SS | 1902–1986      | auch Generalmajor der Waffen-SS, 1945 bis Okt. 1955 in sowj. Haft                                            |
| Walther Bierkamp                                   | Inspekteur der Sicherheitspolizei und des SD für Düsseldorf; Führer der Einsatzgruppe D                                                           | 1901–1945      | auch Generalmajor der Polizei; Suizid                                                                        |
| Gottfried von Bismarck-Schönhausen                 | Regierungspräsident in Stettin und später in Potsdam; später im Widerstand                                                                        | 1901–1949      | |
| Hugo Blaschke                                      | „Leibzahnarzt“ Adolf Hitlers | 1881–1959      | bis 1948 interniert                                                                                          |
| Hanns Blaschke                                     | Bürgermeister der Stadt Wien | 1896–1971      | |
| Karl Bock                                          | | 1899–1943      | |
| Gerhard Bommel                                     | | 1902–1966      | |
| Otto Bonness                                       | | 1889–1954      | |
| Wilhelm Börger                                     | Ministerialdirektor im Reichsarbeitsministerium                                                                                                   | 1896–1962      | bis 1948 interniert                                                                                          |
| Herbert Böttcher                                   | Polizeipräsident u. a. in Kassel und Kaunas | 1907–1950      | auch Generalmajor der Polizei; 1950 in Radom, Polen, hingerichtet                                            |
| Viktor Böttcher                                    | | 1880–1946      | |
| Willi Brandner                                     | Polizeigebietsführer in Agram | 1909–1944      | auch Generalmajor der Polizei; gefallen                                                                      |
| Curt Brasack (auch: Kurt Brasack)                  | IV. SS-Panzerkorps, Artillerie-Kommandeur | 1892–1978      | auch Generalmajor der Waffen-SS                                                                              |
| Otto Braß                                          | | 1887–1945      | |
| Karl Brunner                                       | SS- und Polizeiführer in Salzburg und Bozen | 1900–1980      | auch Generalmajor der Polizei; bis 1948 interniert                                                           |
| Karl Burk                                          | Kommandeur der 15. SS-Waffen-Grenadier-Division                                                                                                   | 1898–1963      | auch Generalmajor der Waffen-SS                                                                              |
| Erich Cassel                                       | | 1905–          | |
| Karl Cerff                                         | Ministerialdirektor im Reichspropagandaministerium                                                                                                | 1907–1978      | |
| Franz Claassen                                     | | 1881–1945      | |
| Max Clausius                                       | | 1871–1941      | |
| Harry von Craushaar                                | Hauptabteilungsleiter der Verwaltung des Generalgouvernements und Reichsverteidigungskommissar in Krakau                                          | 1891–1970      | bis 1948 interniert                                                                                          |
| Rudolf Creutz                                      | | 1896–1980      | bis 1954 in Haft                                                                                             |
| Theodor Croneiß                                    | Ehrenrang | 1894–1942      | |
| Hermann Crux                                       | Kommandeur der Schutzpolizei Recklinghausen | 1886–1944      | auch Generalmajor der Polizei; starb an Verletzungen, die er bei einem Luftangriff auf Berlin erlitten hatte |
| Hermann Cummerow                                   | Ausbildungsinspekteur der Waffen-SS im SS-Hauptamt                                                                                                | 1878–1966      | |
| Ernst Damzog                                       | Inspekteur der Sicherheitspolizei und des SD in Posen                                                                                             | 1882–1945      | auch Generalmajor der Polizei, starb 1945 in Haft                                                            |
| Hans Dauser                                        | MdR; Vorsitzender des Reichsausschusses Wohnungs- und Siedlungswesen                                                                              | 1877–1969      | bis 1948 interniert                                                                                          |
| Johann Deininger                                   | landwirtschaftlicher Funktionär | 1896–1973      | bis 1948 interniert                                                                                          |
| Hans Dellbrügge                                    | Stellvertreter des Gauleiters Baldur von Schirach                                                                                                 | 1902–1982      | |
| Karl Eugen Dellenbusch                             | kommissarischer Präsident des Regierungsbezirks Köln                                                                                              | 1901–1959      | bis 1947 interniert                                                                                          |
| Friedrich Karl Dermietzel                          | Armeearzt 6. Panzerarmee | 1899–1981      | auch Generalmajor der Waffen-SS                                                                              |
| Christoph Diehm                                    | MdR; SS-Hauptamt | 1892–1960      | auch Generalmajor der Waffen-SS, bis 1954 in Kriegsgefangenschaft                                            |
| Anton Diermann                                     | | 1889–1962/82   | |
| Gustav Diesterweg                                  | Kommandeur SS-Waffen-Technische Lehranstalt | 1875–1953      | auch Generalmajor der Waffen-SS                                                                              |
| Werner Dörffler-Schuband                           | SS-Führungshauptamt, Chef Amt XI | 1892–1959      | 1945–1948 interniert                                                                                         |
| Hans Döring                                        | SS- und Polizeiführer im Stalino-Donezgebiet | 1901–1970      | auch Generalmajor der Polizei                                                                                |
| Wilhelm Dreher                                     | MdR; Regierungspräsidenten in Sigmaringen | 1892–1969      | bis 1946 interniert                                                                                          |
| Wilhelm von Dufais                                 | Chef Fernmeldewesen | 1888–1963      | auch Generalmajor der Waffen-SS, 1945–1948 interniert                                                        |
| Anton Dunckern                                     | SS- und Polizeiführer Metz | 1905–1985      | auch Generalmajor der Polizei; bis 1954 in Haft                                                              |
| Kurt Eberhard                                      | Stadtkommandant von Kiew | 1874–1947      | auch Generalmajor des Heeres; Suizid                                                                         |
| Paul Eckhardt                                      | | 1898–1948      | |
| Kuno von Eltz-Rübenach                             | Mitglied des Reichstags | 1904–1945      | gefallen |
| Johannes Engel                                     | Mitglied des Reichstags | 1894–1973      | bis 1955 inhaftiert                                                                                          |
| Ernst Engelhardt                                   | | 1890–1945      | |
| Ludwig Eschholdt                                   | | 1892–          | |
| Erwin Ettel                                        | Diplomat; Redakteur | 1895–1971      | |
| Leo von Falkowski                                  | | 1888–1954      | |
| Heinz Fanslau                                      | Leiter der Amtsgruppe A (1943/45) | 1909–1987      | auch Generalmajor der Waffen-SS; in Haft bis 1954 und 1963/66                                                |
| Ernst Otto Fick                                    | SS-Hauptamt, Inspekteur W.E. | 1898–1945      | auch Generalmajor der Waffen-SS; gefallen                                                                    |
| Richard Fiedler                                    | MdR; SS- und Polizeiführer für Montenegro | 1908–1974      | auch Generalmajor der Polizei                                                                                |
| Hans Fischböck                                     | Generalkommissar für Finanz und Wirtschaft in den Niederlanden                                                                                    | 1895–1967      | |
| Franz Fischer                                      | Stabsführer des SS-Oberabschnittes „Main“ in Nürnberg                                                                                             | 1896–1983      | |
| Karl Fischer                                       | Inspekteur Waffen und Gerät im Hauptamt Ordnungspolizei                                                                                           | 1889–          | auch Generalmajor der Polizei                                                                                |
| Hans Flade                                         | Vertreter Dalueges und Chef des Kommandoamtes im Hauptamt Ordnungspolizei                                                                         | 1898–1978      | auch Generalmajor der Polizei                                                                                |
| Hermann Franz                                      | Höherer SS- und Polizeiführer Griechenland | 1891–1969      | auch Generalmajor der Polizei; bis 1947 in Haft                                                              |
| Fritz Freitag                                      | Kommandeur 14. SS-Freiwilligen-Grenadier-Division                                                                                                 | 1894–1945      | auch Generalmajor der Waffen-SS und der Polizei; Suizid                                                      |
| Max Friedrich                                      | | 1879–1952      | |
| Karl Fritsch                                       | Sächsischer Staatsminister des Innern | 1901–1944      | Suizid |
| Heinrich Gärtner                                   | SS-Führungshauptamt, Chef Amt VIII | 1889–1963      | auch Generalmajor der Waffen-SS; bis 1953 in Haft                                                            |
| Paul Otto Geibel                                   | SS- und Polizeiführer Warschau | 1889–1966      | auch Generalmajor der Polizei; langjährige Haft; Suizid                                                      |
| Werner Gerlach                                     | Ehrenrang; Persönlicher Stab Reichsführer SS | 1891–1963      | bis 1948 interniert                                                                                          |
| Helmuth Gerloff                                    | Bauingenieur; Hochschullehrer | 1894–1975      | auch Generalmajor der Polizei                                                                                |
| Gustav Giesecke                                    | Politiker; Generalinspekteur des Reichsnährstands                                                                                                 | 1887–1958      | bis 1949 interniert                                                                                          |
| Otto Giesecke                                      | Kommandeur der Schutzpolizei Erfurt (kommissarisch)                                                                                               | 1891–1958      | auch Generalmajor der Polizei                                                                                |
| Alfons Glatzel                                     | Sonderbevollmächtigter für den Arbeitseinsatz in Frankreich                                                                                       | 1889–1956      | |
| Bruno Goedicke                                     | SS-Standortkommandant von Wien | 1879–1971      | auch Generalmajor der Waffen-SS                                                                              |
| Friedemann Goetze                                  | Leiter der SS-Junkerschule Braunschweig | 1871–1946      | |
| Leo Gotzmann                                       | Mitglied des Reichstags; Polizeipräsident von Wien                                                                                                | 1893–1945      | bis 1945 interniert (†)                                                                                      |
| Ulrich Graf                                        | Ratsherr der Stadt München; Mitglied des Reichstags                                                                                               | 1878–1950      | |
| Walter Granzow                                     | 1933–1943 Mitglied des Reichstags | 1887–1952      | bis 1948 interniert                                                                                          |
| Ludwig Grauert                                     | | 1891–1964      | |
| Walter Griphan                                     | Befehlshaber der Ordnungspolizei u. a. in Bayern-Nord                                                                                             | 1893–1947      | auch Generalmajor der Polizei; Suizid                                                                        |
| Egon Groeneveld                                    | | 1876–1945      | |
| Jacques Groeneveld                                 | Politiker, Leiter des Landesernährungsamts Oldenburg                                                                                              | 1892–1983      | bis 1947 interniert                                                                                          |
| Wilhelm von Grolman                                | Polizeipräsident von Leipzig | 1894–1985      | auch Generalmajor der Polizei                                                                                |
| Erich Gruber                                       | Regierungspräsident im Reichsgau Niederdonau | 1884–1953      | |
| Hans-Dietrich Grünwald                             | | 1898–1975      | |
| Oskar Grussendorf                                  | Befehlshaber der Ordnungspolizei Breslau | 1888–1945      | auch Generalmajor der Polizei                                                                                |
| Walter Gudewill                                    | | 1894–1956      | |
| Wilhelm Günther                                    | SS- und Polizeiführer von Wolhynien und Podolien                                                                                                  | 1899–1945      | auch Generalmajor der Polizei                                                                                |
| Arthur Gütt                                        | | 1891–1949      | |
| Leopold Gutterer                                   | Staatssekretär im Propagandaministerium | 1902–1996      | |
| Hermann Haertel                                    | 1942–1945 Chef des SS Haupt-Fürsorge- und Versorgungsamtes (Amt XI) im RuSHA                                                                      | 1893–nach 1955 | auch Generalmajor der Waffen-SS, bis 1955 Kriegsgefangener                                                   |
| Desiderius Hampel                                  | Kommandeur 13. Waffen-Gebirgs-Division der SS „Handschar“                                                                                         | 1895–1981      | auch Generalmajor der Waffen-SS                                                                              |
| Heinrich Hannibal                                  | Kommandeur des SS-Polizei-Schützenregiments 31 | 1889–1971      | auch Generalmajor der Polizei                                                                                |
| Peter Hansen                                       | Kommandeur 29. Waffen-Grenadier-Division der SS (italienische Nr. 1)                                                                              | 1896–1967      | auch Generalmajor der Waffen-SS                                                                              |
| Hermann Harm                                       | SS- und Polizeiführer Litauen | 1894–1985      | auch Generalmajor der Polizei                                                                                |
| Heinz Harmel                                       | Kommandeur 10. SS-Panzer-Division „Frundsberg“ | 1906–2000      | auch Generalmajor der Waffen-SS; bis 1947 in Kriegsgefangenschaft                                            |
| Hans Harnys                                        | | 1894–1981      | |
| Wilhelm Hartenstein                                | Polizeitheoretiker; Kommandeur 1. SS-Infanterie-Brigade (mot.)                                                                                    | 1888–1944      | auch Generalmajor der Waffen-SS; Todesursache unbekannt                                                      |
| Ernst Hartmann                                     | SS- und Polizeiführer beim Polizei-Regiment 2; in Tschernigow; in Pripjet                                                                         | 1897–1945      | auch Generalmajor der Polizei; starb an Bauchspeicheldrüsenkrebs                                             |
| Friedrich Hauser                                   | | 1898–1943      | |
| Ewald Hecker                                       | | 1879–1954      | |
| Otto Heider                                        | | 1896–1960      | |
| Stefan Hedrich                                     | | 1880–1975      | |
| Nikolaus Heilmann                                  | Kommandeur 14. Waffen-Grenadier-Division der SS (galizische Nr. 1)                                                                                | 1903–1945      | gefallen |
| Erik von Heimburg                                  | Kommandeur der Schutzpolizei in Hamburg, Berlin                                                                                                   | 1892–1946      | auch Generalmajor der Polizei; in Minsk hingerichtet                                                         |
| Hans Helwig                                        | | 1881–1952      | |
| Max Henze                                          | Polizeipräsident in Kassel, Danzig und Essen | 1899–1951      | auch Generalmajor der Polizei; hingerichtet                                                                  |
| Eberhard Herf                                      | | 1887–1946      | |
| Fritz Herrmann                                     | Regierungspräsident Danzig, danach Lüneburg | 1885–1970      | |
| Karl Herrmann                                      | beim Höheren SS- und Polizeiführer „Adriatinisches Küstenland“                                                                                    | 1891–1960      | auch Generalmajor der Polizei                                                                                |
| Richard Herrmann                                   | Sportfunktionär | 1895–1941      | auch Generalmajor der Waffen-SS; gefallen                                                                    |
| Walter Hewel                                       | Staatssekretär im Auswärtigen Amt | 1904–1945      | Suizid |
| Walther Hille                                      | | 1894–1945      | |
| Kurt Hintze                                        | SS- und Polizeiführer in Kauen; in Litauen | 1901–1944      | auch Generalmajor der Polizei; bei Luftangriff verstorben                                                    |
| Oskar Hock                                         | Korpsarzt XIII. SS-Armeekorps | 1898–1976      | auch Generalmajor der Waffen-SS; bis um 1947 interniert                                                      |
| Karl Hoffmann                                      | | 1887–1970      | |
| Horst Hoffmeyer                                    | Leiter des Sonderkommandos R (Russland) | 1903–1944      | auch Generalmajor der Polizei; Suizid                                                                        |
| Philipp Hofmann                                    | | 1902–          | |
| Konrad Hornung                                     | Stabsführer im SS-Oberabschnitt Alpenland | 1877–1964      | auch Generalmajor der Waffen-SS                                                                              |
| Franz Josef Huber                                  | Inspekteur der Sicherheitspolizei und des SD in den Reichsgauen Wien, Niederdonau und Oberdonau                                                   | 1902–1975      | auch Generalmajor der Polizei                                                                                |
| Rolf von Humann                                    | MdR; Stabsführer der Dienststelle Ribbentrop und Vizepräsident der Vereinigung der deutschen Frontkämpferverbände                                 | 1885–1961      | |
| Wilhelm Huth                                       | Regierungspräsident des Regierungsbezirks Danzig                                                                                                  | 1896–1982      | |
| Franz Jaegy                                        | | 1898–1953      | |
| Heinz Jost                                         | Amtschef im SD-Hauptamt Amt III (SD-Ausland/Abwehr)                                                                                               | 1904–1964      | auch Generalmajor der Polizei, 1945 bis 1951 in Haft                                                         |
| Bronislaw Wladislawowitsch Kaminski                | Kommandeur 29. Waffen-Grenadier-Division der SS „RONA“ (russische Nr. 1)                                                                          | 1899–1944      | hingerichtet                                                                                                 |
| Bernd von Kanne                                    | | 1884–1967      | |
| Paul Kanstein                                      | | 1899–1981      | |
| Gerhard Karehnke                                   | | 1895–1981      | |
| Alfred Karrasch                                    | Polizeioffizier, Kommandeur SS-Truppenübungsplatz Böhmen                                                                                          | 1889–1968      | auch Generalmajor der Waffen-SS                                                                              |
| Adolf Katz                                         | Politiker (NSDAP), Polizeipräsident | 1899–1980      | auch Generalmajor der Waffen-SS                                                                              |
| Hans Kehrl                                         | Gauwirtschaftsberater, 1944 Ehrenrang | 1900–1984      | in Haft bis 1951                                                                                             |
| Hans Julius Kehrl                                  | Polizeipräsident in Hamburg | 1892–1961      | in Haft bis 1950                                                                                             |
| Wilhelm Keilhaus                                   | Inspekteur der Nachrichtentruppen im SS-Führungshauptamt                                                                                          | 1898–1977      | auch Generalmajor der Waffen-SS; bis 1947 interniert                                                         |
| Hans Kelz                                          | | 1899–          | |
| Otto von Keudell                                   | Regierungspräsident im westpreußischen Regierungsbezirk Danzig-Westpreußen                                                                        | 1887–1972      | bis 1948 interniert                                                                                          |
| Wilhelm Kinkelin                                   | Amtsleiter „Blutpflege und Rassenkultur“ im Reichsamt NSDAP-Agrarpolitik                                                                          | 1896–1990      | |
| Hubert Klausner                                    | SS-Ehrenrang, Gauleiter von Kärnten | 1892–1939      | Todesursache ungeklärt                                                                                       |
| Anton Kless Edler von Drauwörth                    | | 1882–1961      | |
| Gottfried Klingemann                               | Führer von Kampfverbänden, 1943 Kommandeur der SS-Junkerschule Tölz                                                                               | 1884–1953      | auch Generalmajor der Waffen-SS, 31. Mai 1944 altersbedingt pensioniert                                      |
| Robert Knapp                                       | | 1885–1954      | |
| Oskar Knofe                                        | Polizeipräsident in Leipzig; Befehlshaber der Ordnungspolizei Posen und Salzburg                                                                  | 1888–1978      | auch Generalmajor der Polizei; bis 1955 in Haft                                                              |
| Willi Köhn                                         | Generalkonsul; Ministerialdirigent im Reichspostministerium                                                                                       | 1900–1962      | |
| Hellmut Körner                                     | Mitglied des Reichstags; Landesbauernführer in Sachsen                                                                                            | 1904–1966      | |
| August Korreng                                     | Polizeipräsident in Düsseldorf | 1878–1945      | auch Generalmajor der Polizei; Suizid                                                                        |
| Hugo Kraas                                         | Kommandeur 12. SS-Panzer-Division „Hitlerjugend“                                                                                                  | 1911–1980      | auch Generalmajor der Waffen-SS; bis 1948 interniert                                                         |
| Fritz Kraemer                                      | Kommandeur 12. SS-Panzer-Division „Hitlerjugend“                                                                                                  | 1900–1959      | auch Generalmajor der Waffen-SS und der Polizei                                                              |
| Fritz Kranefuß                                     | | 1900–1945      | |
| Hans Krebs                                         | | 1888–1947      | |
| Anton Kreißl                                       | Mitglied des Reichstags; Leiter der Kommunalabteilung im Reichsinnenministerium                                                                   | 1895–1945      | ermordet |
| Ernst-Karl von Kretschmann                         | | 1874–1945      | |
| Gustav Krukenberg                                  | Inspekteur der französischen SS-Freiwilligenverbände                                                                                              | 1888–1980      | auch Generalmajor der Waffen-SS; bis 1956 in Kriegsgefangenschaft                                            |
| Bruno Krumhaar                                     | | 1885–          | auch Generalmajor der Polizei                                                                                |
| Christian Peter Kryssing                           | III. SS-Panzerkorps | 1891–1976      | auch Generalmajor der Waffen-SS; Däne, bis 1948 in Haft                                                      |
| Otto Kumm                                          | Kommandeur 7. SS-Freiwilligen-Gebirgs-Division „Prinz Eugen“ und 1. SS-Panzer-Division Leibstandarte SS Adolf Hitler                              | 1909–2004      | auch Generalmajor der Waffen-SS; bis 1947 interniert                                                         |
| Wilhelm Küper                                      | Generalinspekteur Verpflegungswesen | 1902–1957      | auch Generalmajor der Waffen-SS                                                                              |
| Karl von Kurz                                      | Militär | 1873–1946      | bis 1946 interniert (†)                                                                                      |
| Otto Kuschow                                       | Polizeipräsident in Nürnberg | 1890–1945      | gefallen |
| Franz Kutschera                                    | Mitglied des Reichstags, SS- und Polizeiführer im Bezirk Warschau                                                                                 | 1904–1944      | auch Generalmajor der Polizei; gefallen                                                                      |
| Heinz Lammerding                                   | | 1905–1971      | |
| Franz Langoth                                      | Mitglied des Reichstags (1938–1945); Oberbürgermeister von Linz                                                                                   | 1877–1953      | bis 1947 interniert                                                                                          |
| Georg Lenk                                         | Mitglied des Reichstags und Gauwirtschaftsberater der NSDAP                                                                                       | 1888–1946/47   | |
| Ernst Ludwig Leyser                                | Vorsitzender der Zweiten Kammer des Obersten NSDAP-Parteigerichts; stellvertretender Gauleiter im Gau Rheinpfalz                                  | 1896–1973      | |
| Hanns Löhr                                         | Gaudozentenführer im Gau Schleswig-Holstein; Rektor der Universität Kiel                                                                          | 1891–1941      | |
| Rudolf Lohse                                       | | 1904–1944      | gefallen |
| Gustav Lombard                                     | Kommandeur 8. SS-Kavallerie-Division „Florian Geyer“                                                                                              | 1895–1992      | auch Generalmajor der Waffen-SS                                                                              |
| Curt Ludwig                                        | Mitglied des Reichstages und Polizeipräsident von Bremen                                                                                          | 1902–1989      | bis 1948 in amerikanischer Internierung                                                                      |
| Berthold Maack                                     | Kommandeur 20. Waffen-Grenadier-Division der SS (estnische Nr. 1)                                                                                 | 1898–1981      | auch Generalmajor der Waffen-SS                                                                              |
| Johann-Erasmus Freiherr von Malsen-Ponickau        | Polizeipräsident Posen, danach in Halle (Saale)                                                                                                   | 1895–1956      | bis 1953 in Haft                                                                                             |
| Otto Marrenbach                                    | | 1899–1974      | |
| Hellmut Mascus                                     | | 1891–1972      | |
| Willy Meerwald                                     | Ehrenrang, Ressortleiter Abteilung A der Reichskanzlei                                                                                            | 1888–1960      | bis 1948 in Haft                                                                                             |
| Georg Meindl                                       | | 1899–1945      | |
| Rudolf Mentzel                                     | | 1900–1987      | |
| Günther Merk                                       | Kommandeur der Schutzpolizei Krakau | 1888–1947      | auch Generalmajor der Polizei; hingerichtet                                                                  |
| Fritz Meyer                                        | | 1881–1953      | |
| Kurt Meyer                                         | Kommandeur 12. SS-Panzer-Division „Hitlerjugend“                                                                                                  | 1910–1961      | auch Generalmajor der Waffen-SS                                                                              |
| Gerhard Mischke                                    | | 1898–1987      | |
| Wilhelm Mohnke                                     | Kommandeur 1. SS-Panzer-Division Leibstandarte SS Adolf Hitler, 1945 Oberbefehlshaber im Regierungsviertel Berlin                                 | 1911–2001      | auch Generalmajor der Waffen-SS; bis 1955 in Kriegsgefangenschaft                                            |
| Hinrich Möller                                     | SS- und Polizeiführer Estland | 1906–1974      | auch Generalmajor der Polizei; bis 1958 in Haft                                                              |
| Max Montua                                         | Polizeipräsident in Posen | 1886–1945      | auch Generalmajor der Polizei; Suizid                                                                        |
| Johann Mörschel                                    | | 1880–1960      | |
| Erhard Müller                                      | | 1906–1969      | |
| Hermann Müller                                     | | 1875–1945      | |
| Kurt-Peter Müller                                  | Korpsarzt V. SS-Freiwilligen-Gebirgskorps | 1894–1993      | auch Generalmajor der Waffen-SS; bis 1955 Kriegsgefangenschaft                                               |
| Rudolf Müller-Boenigk                              | | 1890–1967      | |
| Franz Mueller-Darß                                 | Forstmann; Stab Heinrich Himmler | 1890–1976      | auch Generalmajor der Waffen-SS                                                                              |
| Erich Naumann                                      | Chef der Einsatzgruppe B | 1905–1951      | auch Generalmajor der Polizei; hingerichtet                                                                  |
| Werner Naumann                                     | Ehrenrang, Staatssekretär im Reichsministerium für Propaganda                                                                                     | 1909–1982      | |
| Walther Neblich                                    | Kommandeur Kraftfahrtechnische Lehranstalt der Waffen-SS (KTL) in Wien                                                                            | 1895–1945      | auch Generalmajor der Waffen-SS                                                                              |
| Hans Nieland                                       | Ehrenrang, Oberbürgermeister von Dresden | 1900–1976      | bis 1948 interniert                                                                                          |
| Walther Oberhaidacher                              | MdR, Polizeipräsident von Dresden | 1896–1945      | auch Generalmajor der Polizei; Schicksal nicht zweifelsfrei belegt                                           |
| Carl von Oberkamp                                  | SS-Führungshauptamt, Inspekteur In2 und In6 | 1893–1947      | 1947 hingerichtet in Belgrad                                                                                 |
| Herbert von Obwurzer                               | Kommandeur 15. Waffen-Grenadier-Division der SS (lettische Nr. 1)                                                                                 | 1888–1945      | |
| Adolf von Oeynhausen                               | Regierungspräsident des preußischen Regierungsbezirks Minden                                                                                      | 1877–1953      | bis 1947 interniert                                                                                          |
| Walter Opländer                                    | | 1906–          | |
| Walter Ortlepp                                     | MdR; Polizeipräsident von Weimar | 1900–1971      | |
| Günther Patschowsky                                | Stellvertretender Polizeipräsident von Gleiwitz                                                                                                   | 1903–1945      | Suizid |
| Willi Parchmann                                    | | 1890–1943      | |
| Karl Patry                                         | | 1898–1958      | |
| Heinrich Peper                                     | | 1902–1984      | |
| Karl Pflaumer                                      | MdR; Badischer Innenminister | 1896–1971      | bis 1948 interniert                                                                                          |
| Karl Pflomm                                        | MdR; Polizeipräsident von Dresden | 1886–1945      | auch Generalmajor der Polizei; Suizid                                                                        |
| Karl Ferdinand Edler von der Planitz               | | 1893–1945      | |
| Hans Plesch                                        | Polizeipräsident in München | 1905–1985      | auch Generalmajor der Polizei                                                                                |
| Curt Pohlmeyer                                     | | 1887–1955      | |
| Emil Popp                                          | | 1897–1955      | |
| Hermann Ramsperger                                 | | 1892–1986      | |
| Otto Rasch                                         | Befehlshaber der Einsatzgruppe C | 1891–1948      | auch Generalmajor der Polizei; bis 1948 in Haft (†)                                                          |
| Günther Reinecke                                   | Chefrichter des Obersten SS- und Polizeigerichts                                                                                                  | 1908–1972      | |
| Anton Reinthaller                                  | Ehrenrang; NSDAP-Reichstagsabgeordneter | 1895–1958      | |
| Konrad Ritzer                                      | | 1893–1979      | |
| Ernst Rode                                         | Chef des Stabes beim „Chef Bandenkampfverbände“                                                                                                   | 1894–1955      | auch Generalmajor der Waffen-SS; bis um 1946 Kriegsgefangenschaft                                            |
| Wilhelm Röder                                      | | 1880–          | |
| Wilhelm Roettig                                    | | 1888–1939      | auch Generalmajor der Ordnungspolizei; gefallen                                                              |
| Bruno Rothardt                                     | Korpsarzt II. SS-Panzerkorps | 1891–1980      | auch Generalmajor der Waffen-SS                                                                              |
| Bernhard Ruberg                                    | | 1897–1945      | |
| Ludwig Ruckdeschel                                 | | 1907–1986      | |
| Joachim Rumohr                                     | Kommandeur 8. SS-Kavallerie-Division „Florian Geyer“                                                                                              | 1910–1945      | auch Generalmajor der Waffen-SS; Suizid                                                                      |
| Hans Rumpf                                         | Generalinspekteur des Feuerlöschwesens | 1888–1965      | auch Generalmajor der Polizei; bis 1948 interniert                                                           |
| Ferdinand von Sammern-Frankenegg                   | Höhere SS- und Polizeiführer Distrikt Warschau | 1897–1944      | auch Generalmajor der Polizei; gefallen                                                                      |
| Hans Saupert                                       | | 1897–1966      | |
| Hermann Freiherr von Schade                        | | 1888–1966      | |
| Johannes Schäfer                                   | Polizeipräsident in Danzig und Łódź, dann Kriegseinsatz                                                                                           | 1903–1993      | auch Generalmajor der Waffen-SS                                                                              |
| Karl Schäfer                                       | | 1892–1943      | |
| Richard Schaller                                   | | 1903–1972      | |
| Karl Scharizer                                     | | 1901–1956      | |
| Walter Schellenberg                                | ab 1944 Leiter des Sicherheitsdienstes (SD) im RSHA                                                                                               | 1910–1952      | auch Generalmajor der Waffen-SS, in Haft bis 1950                                                            |
| Ulrich Scherping                                   | Ehrenrang, Oberstjägermeister | 1889–1958      | |
| Walther Schieber                                   | | 1896–1960      | |
| Robert Schlake                                     | | 1893–1971      | |
| Friedrich Schlegel                                 | | 1894–1936      | |
| Karl Schlumprecht                                  | | 1901–1970      | |
| Fritz Schmedes                                     | Kommandeur 4. SS-Polizei-Panzergrenadier-Division                                                                                                 | 1894–1952      | auch Generalmajor der Waffen-SS und der Polizei; in Kriegsgefangenschaft                                     |
| Albrecht Schmelt                                   | | 1899–1945      | |
| August Schmidhuber                                 | Kommandeur 21. Waffen-Gebirgs-Division der SS „Skanderbeg“                                                                                        | 1901–1947      | hingerichtet in Belgrad                                                                                      |
| Johannes Oskar Schmiedel                           | | 1897–1954      | |
| Albrecht Schmidt                                   | | 1864–1945      | |
| Friedrich Schmidt                                  | | 1902–1973      | |
| Kurt Schmitt                                       | | 1886–1950      | |
| Paul Schmitthenner                                 | | 1884–1963      | |
| Karl Eberhard Schöngarth                           | Befehlshaber der Sicherheitspolizei und des SD für das Generalgouvernement                                                                        | 1903–1946      | auch Generalmajor der Polizei; Teilnehmer der Wannseekonferenz; hingerichtet                                 |
| Otto Schottenheim                                  | Stab SS-Oberabschnitt Main, Bürgermeister von Regensburg                                                                                          | 1890–1980      | in Haft um 1947                                                                                              |
| Julius Schreck                                     | Ehrenrang, Adolf Hitlers Chauffeur | 1898–1936      | |
| Kurt Freiherr von Schröder                         | | 1889–1966      | |
| Walther Schröder (auch: Walter Schröder)           | Polizeipräsident in Lübeck; SS- und Polizeiführer in Lettland                                                                                     | 1902–1973      | auch Generalmajor der Polizei                                                                                |
| Johannes Schroers                                  | Polizeipräsident in Bremen | 1885–1960      | auch Generalmajor der Polizei                                                                                |
| Fritz Schuberth                                    | | 1890–1945      | |
| Hinrich Schuldt                                    | Kommandeur 19. Waffen-Grenadier-Division der SS (lettische Nr. 2)                                                                                 | 1901–1941      | auch Generalmajor der Waffen-SS; gefallen                                                                    |
| Erwin Schulz                                       | Führer des Einsatzkommandos 5 (Ek 5) der Einsatzgruppe C                                                                                          | 1900–1981      | auch Generalmajor der Polizei, in Haft bis 1954                                                              |
| Robert Schulz                                      | MdR; Gauhauptmann von Wartheland | 1900–1974      | |
| Hans-Christian Schulze                             | | 1893–1941      | |
| Wilhelm Schüßler                                   | | 1879–1945      | |
| Franz Schwarz                                      | Stab SS-Oberabschnitt Süd | 1898–1960      | |
| Hans Schwedler                                     | SS-Führungshauptamt | 1878–1945      | auch Generalmajor der Waffen-SS; Suizid                                                                      |
| Claus Selzner                                      | Generalkommissar von Dnjepropetrowsk | 1899–1944      | starb an Leberzirrhose                                                                                       |
| Heinrich Siekmeier                                 | MdR; stellvertretender Gauleiter | 1903–1984      | bis 1948 interniert                                                                                          |
| Franz Six (auch Franz Alfred Six)                  | Chef des Amts II (Gegnererforschung) im RSHA | 1909–1975      | auch Generalmajor der Waffen-SS; von 1946 bis 1952 in Haft                                                   |
| Erich Spickschen                                   | MdR; Landesbauernführer von Ostpreußen | 1897–1957      | bis 1948 interniert                                                                                          |
| Sylvester Stadler                                  | Kommandeur der 9. SS-Panzer-Division „Hohenstaufen“                                                                                               | 1910–1995      | auch Generalmajor der Waffen-SS; bis 1948 interniert                                                         |
| Walter Stahlecker                                  | Befehlshaber Einsatzgruppe A | 1900–1942      | auch Generalmajor der Polizei; gefallen                                                                      |
| Wilhelm Starck                                     | | 1891–1968      | |
| Ludwig Steeg                                       | Ehrenrang; Oberbürgermeister von Groß-Berlin | 1894–1945      | interniert (†)                                                                                               |
| Otto Steinbrinck                                   | Ehrenrang; Industrieller | 1888–1949      | interniert (†)                                                                                               |
| Max Steinhäuser                                    | | 1889–1981      | |
| Helmut Stellrecht                                  | Propagandist | 1898–1987      | |
| Walther Stepp                                      | Landgerichtspräsident in Kaiserslautern | 1898–1972      | bis 1948 interniert                                                                                          |
| Gustav Stolle                                      | | 1899–1945      | |
| Karl Taus                                          | SS- und Polizeikommandeur in Görz | 1893–1977      | |
| Heinrich Teitge                                    | | 1900–1974      | |
| Willy Tensfeld                                     | SS- und Polizeiführer „Oberitalien West“ | 1893–1982      | auch Generalmajor der Polizei                                                                                |
| Edmund von Thermann                                | Diplomat | 1884–1951      | |
| Johannes Thiele                                    | Polizeipräsident in Dresden | 1890–1951      | auch Generalmajor der Polizei; bis 1951 inhaftiert (†)                                                       |
| Theobald Thier                                     | SS- und Polizeiführer „Krakau“ | 1897–1949      | auch Generalmajor der Polizei; hingerichtet                                                                  |
| Fritz Tittmann                                     | Mitglied des Reichstags; SS- und Polizeiführer in Nikolajew                                                                                       | 1898–1945      | Schicksal nicht zweifelsfrei belegt                                                                          |
| August-Wilhelm Trabandt                            | Kommandeur 18. SS-Freiwilligen-Panzergrenadier-Division „Horst Wessel“                                                                            | 1891–1968      | auch Generalmajor der Waffen-SS                                                                              |
| Friedrich Tscharmann                               | SS-Führungshauptamt | 1871–1945      | auch Generalmajor der Waffen-SS                                                                              |
| Friedrich Uebelhoer                                | Regierungspräsident in Merseburg | 1893–1945      | 1950 für tot erklärt                                                                                         |
| Otto Ullmann                                       | Polizeipräsident in Breslau (1943 bis 1945) | 1899–1955      | 1955 in sowjetischer Kriegsgefangenschaft gestorben                                                          |
| Gerd Unbehaun                                      | | 1903–1962      | |
| Herbert Vahl                                       | SS-Führungshauptamt, Inspektion SS-Panzertruppe                                                                                                   | 1896–1944      | auch Generalmajor der Waffen-SS; Unfalltod                                                                   |
| Theodor Vahlen                                     | | 1869–1945      | |
| Edmund Veesenmayer                                 | Parteifunktionär und Diplomat | 1904–1977      | bis 1951 in Haft                                                                                             |
| Franz Vogelsang                                    | | 1899–1979      | |
| Anton Vogler                                       | SS-Stadtkommandant München | 1882–1961      | |
| Bernhard Voß, auch Voss                            | SS-Führungshauptamt, Kommandeur von SS-Truppenübungsplätzen                                                                                       | 1892–1947      | auch Generalmajor der Waffen-SS; hingerichtet in Prag                                                        |
| Jürgen Wagner                                      | Kommandeur 4. SS-Freiwilligen-Panzergrenadier-Brigade „Nederland“                                                                                 | 1901–1947      | auch Generalmajor der Waffen-SS; hingerichtet in Jugoslawien                                                 |
| Richard Wagner                                     | | 1902–1973      | |
| Christian Weber                                    | NSDAP-Funktionär und MdR | 1883–1945      | auch SS-Brigadeführer; Unfalltod                                                                             |
| Otto Weber                                         | | 1894–1973      | |
| Wilhelm von Wedel                                  | | 1891–1939      | |
| Kurt Wege                                          | | 1891–1947      | |
| Willy Weidermann                                   | Polizeipräsidenten in Prag | 1898–1985      | auch Generalmajor der Polizei                                                                                |
| Otto von Weiß                                      | | 1878–1945      | |
| Rudolf Weiß                                        | MdR, Polizeipräsident in Metz | 1899–1945      | gefallen |
| Ernst Freiherr von Weizsäcker                      | SS-Ehrenrang, Staatssekretär in Reichsaußenministerium, Botschafter im Vatikan                                                                    | 1882–1951      | 1945–1950 in Untersuchungshaft und Haft                                                                      |
| Martin Wendt                                       | | 1886–1947      | |
| Ernst Wenzel                                       | Generalinspekteur für das Sanitätswesen im Hauptamt Ordnungspolizei                                                                               | 1891–1945      | auch Generalarzt der Polizei; Suizid                                                                         |
| Wilhelm Werner                                     | | 1888–1945      | |
| Karl Maria Wiligut                                 | Leiter des Archivs im Rasse- und Siedlungshauptamt, entwarf das Symbol der Schwarzen Sonne für die Wewelsburg und den Totenkopfring der SS        | 1866–1946      | im August 1939 aus SS entlassen                                                                              |
| Paul Will                                          | Kommandeur der Schutzpolizei Nürnberg-Fürth | 1888–1968      | auch Generalmajor der Polizei; bis 1947 interniert                                                           |
| Hellmut Willich                                    | Inspekteur der Sicherheitspolizei und des SD in Danzig-Westpreußen (Wehrkreis XX)                                                                 | 1895–1968      | auch Generalmajor der Polizei                                                                                |
| Friedrich Wimmer                                   | Generalkommissar der Verwaltung und Justiz in den besetzten Niederlanden                                                                          | 1897–1965      | auch SS-Brigadeführer 1945/47 interniert                                                                     |
| Gerhard Winkler                                    | Befehlshaber der Ordnungspolizei in Stuttgart und dem Generalgouvernement                                                                         | 1888–1945      | auch Generalmajor der Polizei                                                                                |
| Theodor Wisch                                      | Kommandeur 1. SS-Panzer-Division „Leibstandarte SS Adolf Hitler“                                                                                  | 1907–1995      | auch Generalmajor der Waffen-SS; bis 1948 Kriegsgefangenschaft                                               |
| Fritz Witt                                         | Kommandeur 12. SS-Panzer-Division „Hitlerjugend“                                                                                                  | 1908–1944      | auch Generalmajor der Waffen-SS; gefallen                                                                    |
| Paul Worm                                          | Polizeifunktionär in Stuttgart, Wien, Radom | 1893–1946      | auch Generalmajor der Polizei; bis 1946 interniert (†)                                                       |
| Gustav von Wulffen (auch Gustav-Adolf von Wulffen) | Kommandeur Infanterie-Division Potsdam; Stab Reichsführer-SS                                                                                      | 1878–1945      | auch Generalmajor der Waffen-SS; gefallen                                                                    |
| Walther Wüst                                       | | 1901–1993      | |
| Lucian Wysocki                                     | SS- und Polizeiführer Generalbezirk Litauen; Polizeipräsident in Duisburg, Kassel                                                                 | 1899–1964      | auch Generalmajor der Polizei                                                                                |
| August Zehender                                    | Kommandeur 22. SS-Freiwilligen-Kavallerie-Division                                                                                                | 1903–1945      | auch Generalmajor der Waffen-SS; Suizid                                                                      |
| Carl Zenner                                        | Mitglied des Reichstags; Polizeipräsident in Aachen                                                                                               | 1899–1969      | auch Generalmajor der Polizei                                                                                |
| Joachim Ziegler                                    | Kommandeur 11. SS-Freiwilligen-Panzergrenadier-Division „Nordland“                                                                                | 1904–1945      | auch Generalmajor der Waffen-SS; gefallen                                                                    |
| Paul Zimmermann                                    | SS- und Polizeiführer in der besetzten Ukraine und in Italien                                                                                     | 1895–1980      | auch Generalmajor der Polizei                                                                                |

Hinweise (Stand 6/2024): In dieser Liste sind/waren/haben von den 337 Personen (Einige doppelte Benennung)
- Tod: 125
  - 45 hingerichtet
  - 39 Suizid
  - 25 gefallen
  - 15 verstorben
  - 2 ermordet
- Gefangene: 126
  - 64 in Haft
  - 38 interniert
  - 12 in Kriegsgefangenschaft
- Sonstige: 5
  - 4 untergetaucht
  - 1 vermisst
- 52 Personen lediglich Ehrenrang der SS
- 117 Personen SS-Führer der Polizei
- 149 Personen in der Waffen-SS